# Wilhelm Klemm
Wilhelm Karl Klemm fue un químico y gestor científico alemán. Es considerado, junto con Paul Langevin, uno de los padres de la magnetoquímica. Refinó los planteamientos de Eduard Zintl sobre la estructura del enlace intermetálico. En un instituto que funcionaba bajo su supervisión en la Westfälischen Wilhelms-Universität Münster, en 1962 y simultáneamente con un grupo de trabajo en Estados Unidos, se lograron los primeros compuestos de gases nobles. Su libro de texto para química inorgánica (el «pequeño Klemm» de la colección Göschen) y su introducción experimental a la química inorgánica (el «Biltz-Klemm-Fischer») eran libros estánda para los estudiantes de química. Fue presidente de la sociedad química alemana -que actualmente da un premio en su honor-, de 1965 a 1967 fue presidente de la IUPAC. Recibió varios doctorados honoris causa, y entre otros premios recibió en 1966 la cruz federal del mérito de la República Federal Alemana. Fue coeditor de la Zeitschrift für anorganische und allgemeine Chemie y de la Chemisches Zentralblatt.
Después de sobrevivir a la desnazificación - era miembro del Partido Nacionalsocialista y apoyo a miembroS de las SS fue en 1947 en Kiel hasta su retiro en Munster.

## Principales publicaciones
- Deichmann, Uta: Flüchten, Mitmachen, Vergessen. Chemiker und Biochemiker in der NS-Zeit. Weinheim 2001
- Goubeau, Josef: Wilhelm Klemm. In: Zeitschrift für Elektrochemie. Berichte der Bunsengesellschaft für Physikalische Chemie. 65 (1961), pp. 105f
- Hoppe, Rudolf: In Memoriam Wilhelm Klemm (1896–1985) - Nestor der Anorganischen Festkörperchemie. In: Zeitschrift für anorganische und allgemeine Chemie. 622 (1996): 1–8